# 산호의 문
"산호의 문"은 한국에서 제작된 엄심호 감독의 1966년 영화이다. 강신성일 등이 주연으로 출연하였고 박의순 등이 제작에 참여하였다.

## 출연

### 주연
- 강신성일
- 최지희
- 이민자

## 기타
- 원작자: 정비석
- 조명: 이영수
- 조연출: 이장호
- 미술: 원제래